# Vranovská Ves
Vranovská Ves là một làng thuộc huyện Znojmo, vùng Jihomoravský, Cộng hòa Séc.